# شب هزارویکم (مجموعه تلویزیونی)
شب هزارویکم یک مجموعه تلویزیونی محصول سال ۱۳۸۸–۱۳۸۷ به کارگردانی علی بهادر، نویسندگی محمدهادی کریمی و تهیه‌کنندگی علی لدنی می‌باشد که در سال ۱۳۸۸ از شبکه یک پخش شد. این مجموعه در ۱۳ قسمت تهیه شد.
شخصیت اصلی فیلمنامه شب هزار و یکم، دکتر روان‌شناسی به نام سعید موهبتی است که همراه همسرش لیلا و تنها دخترش سارا زندگی خوبی را می‌گذرانند، اما دختری که از جنوب آمده آرامش زندگی آنها را برهم می‌زند. 
داستانی که مربوط به روزگار حال ما بود، اما به خاطرات پزشکانی برمی‌گشت که در جنگ ردپایی به جا گذاشته بودند. قصه‌ای معماگونه که یافتن دو خواهر دوقلو را بهانه کرده بود تا در این میان به روزهای جنگ و خاطرات و گذشته پزشکانی که در جنگ شیمیایی و جانباز شده بودند، بپردازد. 

## بازیگران
- دانیال حکیمی... دکتر سعید موهبتی
- آرام جعفری... سارا
- مهشید افشارزاده... لیلا
- شیوا بلوریان... زهرا
- علیرضا خمسه... دکتر فرنور
- شیوا خنیاگر... همسر فرنور
- میلاد کی‌مرام... نامزد سارا
- یوسف مرادیان... فرهاد
- نادیا دلدار گلچین... مادر زهرا
- سپیده گلچین... فریال
- اسماعیل سلطانیان... رزمنده
- پویا امینی... دشمن سعید موهبتی
- نعیمه نظام‌دوست... دوست سارا
- فخرالدین صدیق‌شریف... دکتر رزمنده
- سیما مطلبی... پاندورا
- فریبا حیدری... مادر پاندورا
- حسین مهری... حسین
- محمدرضا عباس نژاد... دوست سعید
- مینا جعفرزاده... مادر سعید
- کیومرث ملک‌مطیعی... خدمتکار فریال